# Миссенс-мутация

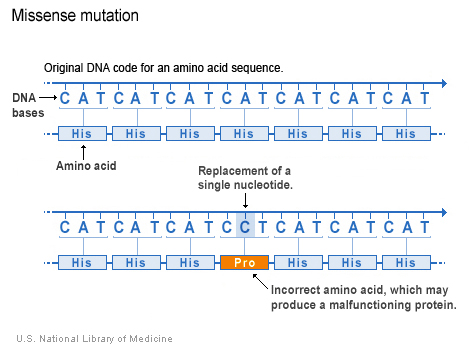
Пример миссенс-мутации: замена аденина на цитозин в гене приводит к замене гистидина на пролин в белке

Ми́ссенс-мута́ция — точечная мутация, в результате которой измененный кодон начинает кодировать другую аминокислоту. В зависимости от того, насколько различаются свойства белков, синтезированных на основе измененных кодонов, от свойств изначальных протеинов, выделяют:
- Приемлемые миссенс-мутации — специфичные свойства протеинов совпадают. Например, гемоглобин Хикари может связывать кислород так же как и обычный гемоглобин.
- Частично приемлемые миссенс-мутации — специфичные свойства протеинов частично совпадают. Например, Гемоглобин S тоже связывает кислород, но не так эффективно как обычный гемоглобин.
- Неприемлемые миссенс-мутации — свойства протеинов не совпадают. Например, метгемоглобин вообще не способен связывать кислород, в результате развивается метгемоглобинемия.

## Патологии
- Буллёзная пузырчатка
- Боковой амиотрофический склероз
- Серповидноклеточная анемия
- Синдром Марфана
- Гипофосфатазия